# Aurseulles
Aurseulles is een gemeente in het Franse departement Calvados (regio Normandië). De gemeente maakt deel uit van het arrondissement Vire. Aurseulles telde op 1 januari 2022 1.908 inwoners.
De gemeente werd op 1 januari 2017 gevormd uit de oude gemeentes Anctoville, Longraye, Saint-Germain-d'Ectot en Torteval-Quesnay. De hoofdplaats van de gemeente werd Anctoville.

## Geografie
De oppervlakte van bedroeg op 1 januari 2022 46 vierkante kilometer; de bevolkingsdichtheid was toen 41,5 inwoners per km².
De onderstaande kaart toont de ligging van Aurseulles met de belangrijkste infrastructuur en aangrenzende gemeenten.

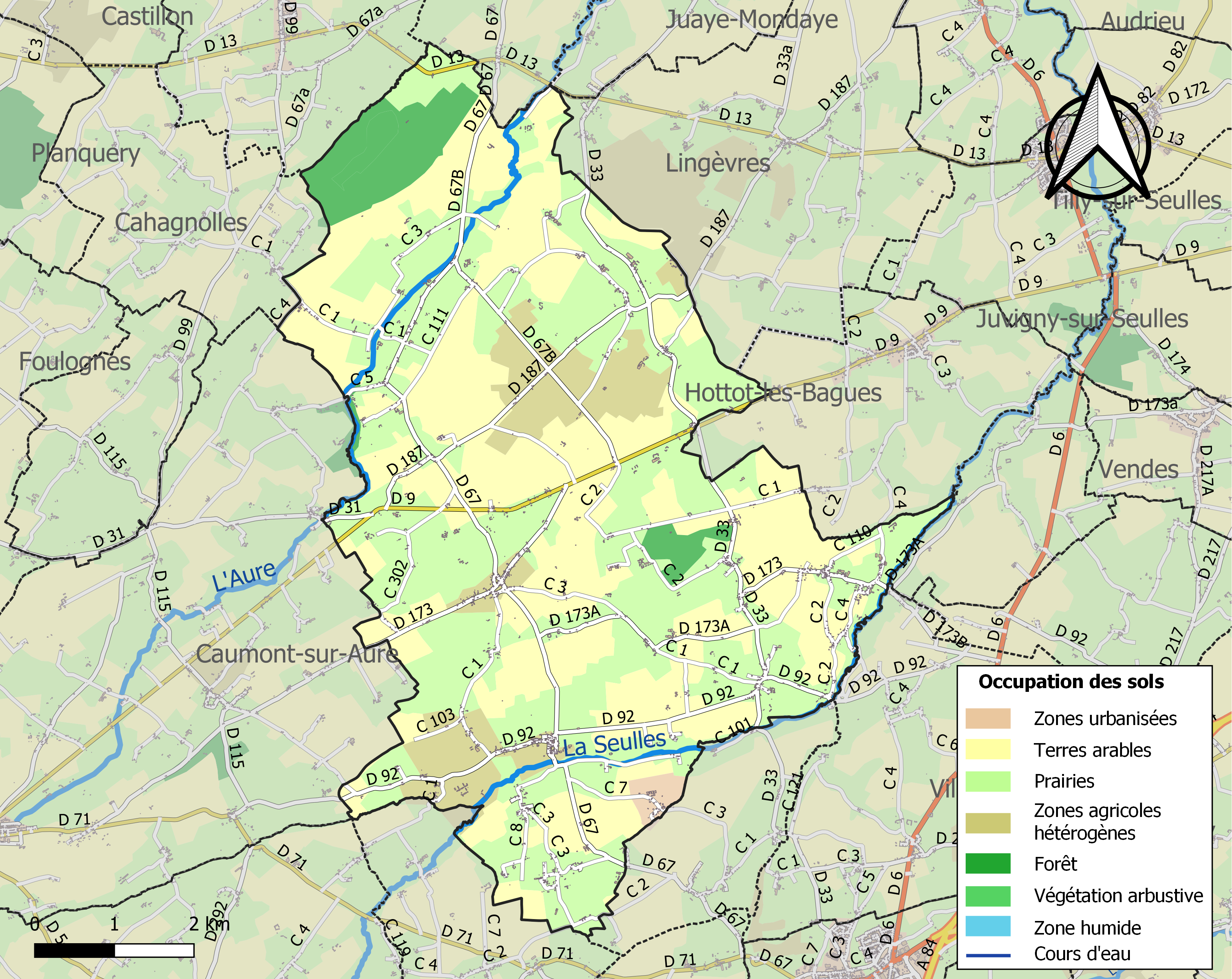